# Даріуш Ольшевський (музикант)
Даріуш Ольшевський (пол. Dariusz Olszewski; нар. 12 вересня 1975, Млава) — польський гітарист, вокаліст та композитор.

## Біографія
У десятирічному віці він виступав на сцені з Гжегожем Скавінським, з яким виконав пісню «Будинок сонця, що сходить» (пол. Dom wschodzącego słońca). У п'ятнадцятирічному віці створив власний рок-гурт «Outsider». У наступних роках співпрацював зі Гжегожем Скавінським на записах для Sony Music Entertainment Poland. 1997 року виступав як соліст на Опольському фестивалі, де виконав пісню «Є такі моменти» (пол. Są takie chwile).
З 2000 року протягом трьох років співпрацював із гуртом Czerwone Gitary. У 2005 році створив джаз-рок гурт Hot Blood, а також співпрацював з гуртом Bodega. З 2010 знову співпрацює з гуртом Czerwone Gitary. На диску Червоних гітар «Знову» (пол. Jeszcze raz), прем'єра якого відбулася в березні 2015 року, є дві його композиції – «Сила й віра» (пол. Siła i wiara) та «Щось пропало» (пол. Coś przepadło) (у співпраці з Аркадіушем Вишневським).

## Дискографія
- 2005: Czerwone Gitary O.K., вид. Pomaton EMI[4]
- 2015: Jeszcze raz – Czerwone Gitary, вид. Soliton

## Сингли
- 2014: Coś przepadło – Czerwone Gitary[5]